# Стругово
Стругово (на македонска литературна норма: Стругово) е село в община Демир Хисар, Северна Македония. Разположено е в южната част на общината.

## География
Селото е разположено на 710 m надморска височина. Землището на селото се простира на 16,7 km2. От него горите заемат площ от 1000 ha, пасищата заемат 386 ha, а на обработваермите площи се падат 224 ha. Селото е равнино. На 2 km над селото е Струговският манастир „Свети Антоний“.
В селото има основно училиште „Гоце Делчев“ до V отделение, филиално училище на ОУ „Гоце Делчев“ (Демир Хисар).

## История
В XIX век Стругово е българско село в Битолска кааза, нахия Демир Хисар на Османската империя. Църквата в селото „Свети Атанасий“ е възрожденска от XIX век. През 90-те години на XIX век Васил Кънчов отбелязва 45 християнски къщи в Стругово, в полите на Слепченския хълм. Според статистиката на Кънчов („Македония. Етнография и статистика“) от 1900 г. Стругово има 320 жители, всички българи християни.
На Етнографската карта на Битолския вилает на Картографския институт в София от 1901 година Стругово е чисто българско село в Битолската каза на Битолския санджак с 55 къщи.
Цялото население на селото е под върховенството на Българската екзархия. По данни на секретаря на екзархията Димитър Мишев („La Macédoine et sa Population Chrétienne“) в 1905 година в Стругово има 320 българи екзархисти.
По време на българското управление във Вардарска Македония в годините на Втората световна война, Пандо Д. Даскалов от Смилево е български кмет на Стругово от 11 септември 1941 година до 17 март 1942 година.
В 1961 година Стругово има 607 жители, в 1994 – 353, а според преброяването от 2002 година селото има 286 жители, от които 285 македонци и един друг.
| Националност | Всичко |
| македонци    | 285    |
| албанци      | 0      |
| турци        | 0      |
| роми         | 0      |
| власи        | 0      |
| сърби        | 0      |
| бошняци      | 0      |
| други        | 1      |

## Личности
Родени в Стругово
- Веле Георгиев Петров, български революционер[10]
- Диме Талев Котев, български революционер[11]
- Стефан Недич (? – 1923), деец на ВМОРО, преминал по-късно на страната на Сръбската пропаганда в Македония и оглавил сръбска чета
- Цветан Костадинов (1878 – ?), български революционер